# Musique du Nouveau-Mexique
La musique du Nouveau-Mexique (espagnol : música nuevo mexicana) est un genre musical ayant émergé de l'État américain du Nouveau-Mexique. Elle dérive de la musique pueblo du XIIIe siècle et de la musique folklorique des Hispaniques du XVIe au XIXe siècle à Santa Fe du Nouveau-Mexique.
Au début des années 1900, le genre commence à intégrer la musique country et la musique folk américaine. Dans les années 1950 et 1960, les influences du blues, du jazz, du rockabilly et du rock 'n' roll se sont introduites dans la musique du Nouveau-Mexique. Au cours des années 1970, ce genre musical entre dans la musique populaire du Sud-Ouest des États-Unis,,,,.
La langue du chant dans la musique du Nouveau-Mexique est généralement l'espagnol mexicain et néo-mexicain, l'anglais américain et néo-mexicain, le spanglish, le tiwa, le hopi, le zuni, le navajo et/ou les langues du sud de l'Athabasca.

## Origines
L'histoire musicale du Nouveau-Mexique remonte à l'époque précoloniale, mais les sons qui définissent la musique du Nouveau-Mexique commencent surtout avec les Pueblos ancestraux. Leur musique a survécu dans les chansons traditionnelles du peuple Pueblo avec des instruments à vent tels que la flûte Anasazi, ainsi que dans les chants et les tambours des Navajos et des Apaches,.
À Santa Fe de Nuevo México, les Hispaniques du Nouveau-Mexique ont apporté la musique liturgique chrétienne, le violon et la guitare espagnole, et le Mexique a apporté avec lui les traditions mariachi et ranchera.
Après la création de l'État, la musique est chantée lors de fêtes et dans les foyers comme de la musique folklorique traditionnelle, et la musique du Nouveau-Mexique gagne en popularité auprès des autochtones du Nouveau-Mexique, principalement les Pueblos, les Navajos, les Apaches, les néo-méxicains et les descendants de la frontière américaine. Les musiciens du genre ont bénéficié d'un temps d'antenne important sur KANW, et d'une reconnaissance internationale sur le Val De La O Show.